# Plavci
Plavci su naseljeno mjesto u Republici Hrvatskoj u Zagrebačkoj županiji. 

## Zemljopis
Administrativno su u sastavu općine Žumberak. Naselje se proteže na površini od 1,11 km².

## Stanovništvo
Prema popisu stanovništva iz 2001. godine u naselju Cernik živi 16 stanovnika i to u 6 kućanstava. Gustoća naseljenosti iznosi 14,41 st./km².
| broj stanovnika | 48    | 58    | 64    | 65    | 68    | 76    | 68    | 85    | 67    | 64    | 56    | 45    | 25    | 10    | 16    | 5     |       |
|                 | 1857. | 1869. | 1880. | 1890. | 1900. | 1910. | 1921. | 1931. | 1948. | 1953. | 1961. | 1971. | 1981. | 1991. | 2001. | 2011. | 2021. |